# Za głosem serca
Za głosem serca (hiszp. Lo que la vida me robó) – meksykańska telenowela wyprodukowana przez Angelli Nesma Medina dla Televisy i emitowana na El Canal de las Estrellas. Jest to adaptacja telenoweli Bodas de odio z 1983 wyprodukowanej przez Ernesto Alonso, której remakiem była także Prawdziwa miłość (2003) wyprodukowana przez Carlę Estradę. Wersja oryginalna została napisana przez Caridad Bravo Adams.
Jako protagoniści zagrali Angelique Boyer, Sebastián Rulli i Luis Roberto Guzmán, a w rolę antagonistów wcielili Daniela Castro, Grettell Valdéz, Sergio Sendel i Francisco Gattorno.

## Wersja polska
W Polsce telenowela była emitowana od 15 czerwca 2015 do 28 stycznia 2016 przez stację TV Puls. Opracowaniem wersji polskiej zajęło się Studio Publishing. Autorką tekstu była Olga Krysiak. Lektorem serialu był Janusz Kozioł.

## Obsada
- Daniela Castro – Graciela Giacinti de Mendoza[7]
- Angelique Boyer – Montserrat Mendoza Giancinti
- Sebastián Rulli – Alejandro Almonte Domínguez
- Luis Roberto Guzmán – José Luis Álvarez / Antonio Olivares
- Sergio Sendel – Pedro Medina
- Rogelio Guerra – Lauro Mendoza Sanromán
- Eric del Castillo – Padre Anselmo Quiñones
- Gabriela Rivero – Carlota Mendoza Sanromán
- Alexis Ayala – Ezequiel Basurto
- Grettell Valdéz – María Zamudio
- Ana Bertha Espín – Rosario Domínguez
- Lisset – Fabiola Guillén
- Francisco Gattorno – Lic. Sandro Narváez
- Alberto Estrella – Juventino Zamudio
- Juan Carlos Barreto – Macario Peralta
- Luis Uribe – Ignacio Robledo
- Osvaldo Benavides – Dimitrio Mendoza Gianciti
- Verónica Jaspeado – Josefina "Finita, Josefa" Valverde
- Margarita Magaña – Esmeralda Ramos
- Carlos de la Mota – Refugio Solares
- Alejandro Ávila – Víctor Hernández
- Alejandra García – Nadia Argüelles de Medina
- Ferdinando Valencia – Adolfo "Adolfito" Argüelles "El Alacrán"
- Marco Uriel – Efraín Loreto
- Alejandra Procuna – Dominga García
- Isabella Camil – Amelia Betrand de Arechiga
- Luis Xavier – Joaquín Arechiga
- Ilithya Manzanilla – Angélica Arechiga Betrand
- Natalia Juárez – Virginia Arechiga Betrand
- Luis Gatica – Bruno Gamboa
- Patricia Conde – Madrina
- Oscar Daniel Duarte – Lauro "Laurito" Almonte Mendoza
- Ana Paula Martínez – Victoria Hernández Argüelles
- Juan Romanca – Gaspar Zamundio
- Iván Caraza – Tomás Valverde
- Ricardo Vera – Licenciado
- Osvaldo de León – Sebastián de Icaza
- Jessica Mas – Tte. Mónica Rentería
- Alex Sirvent – Erik
- Otto Sirgo – Regino
- Ricardo Kleinbaum – Samuel Barajas
- Alfredo Adame – Benjamín Almonte
- Mauricio de Montellano – Marino
- Lizzeta Romo – Violeta
- Rafael Amador – Teniente

## Soundtrack
- El perdedor – Enrique Iglesias ft. Marco Antonio Solís
- Corazones invencibles – Aleks Syntek
- Vuelvo a nacer – Alex Sirvent
- Volver a amar – Alex Sirvent
- Lo que siento por ti – Carlos de la Mota
- Mujer prohibida – Alejandro Ávila (słowa: Alex Sirvent)
- Este amor es muy grande – Banda Los Sebastianes